# Orangeroter Porenhelmling

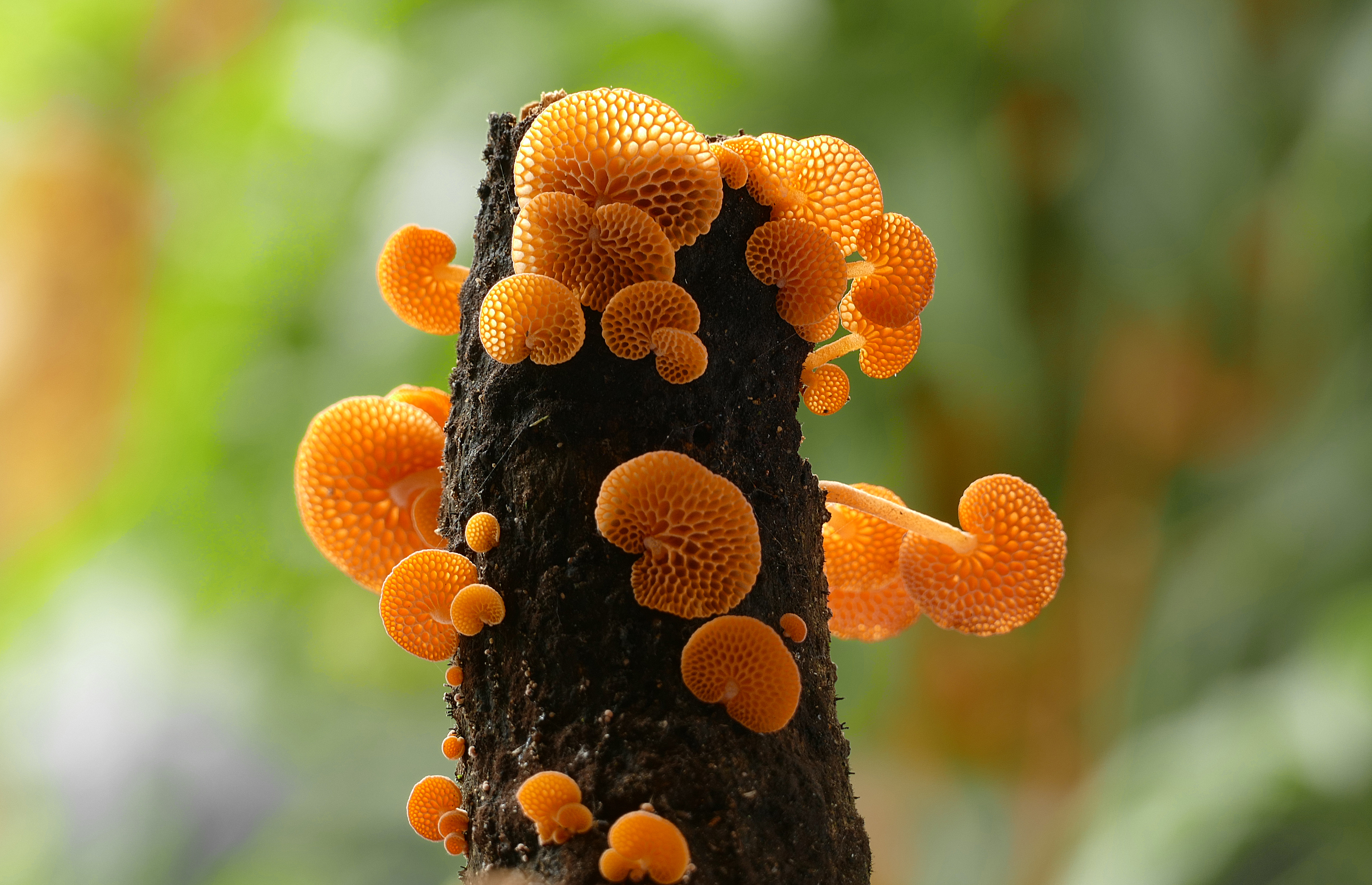
Der Orangerote Porenhelmling auf Totholz

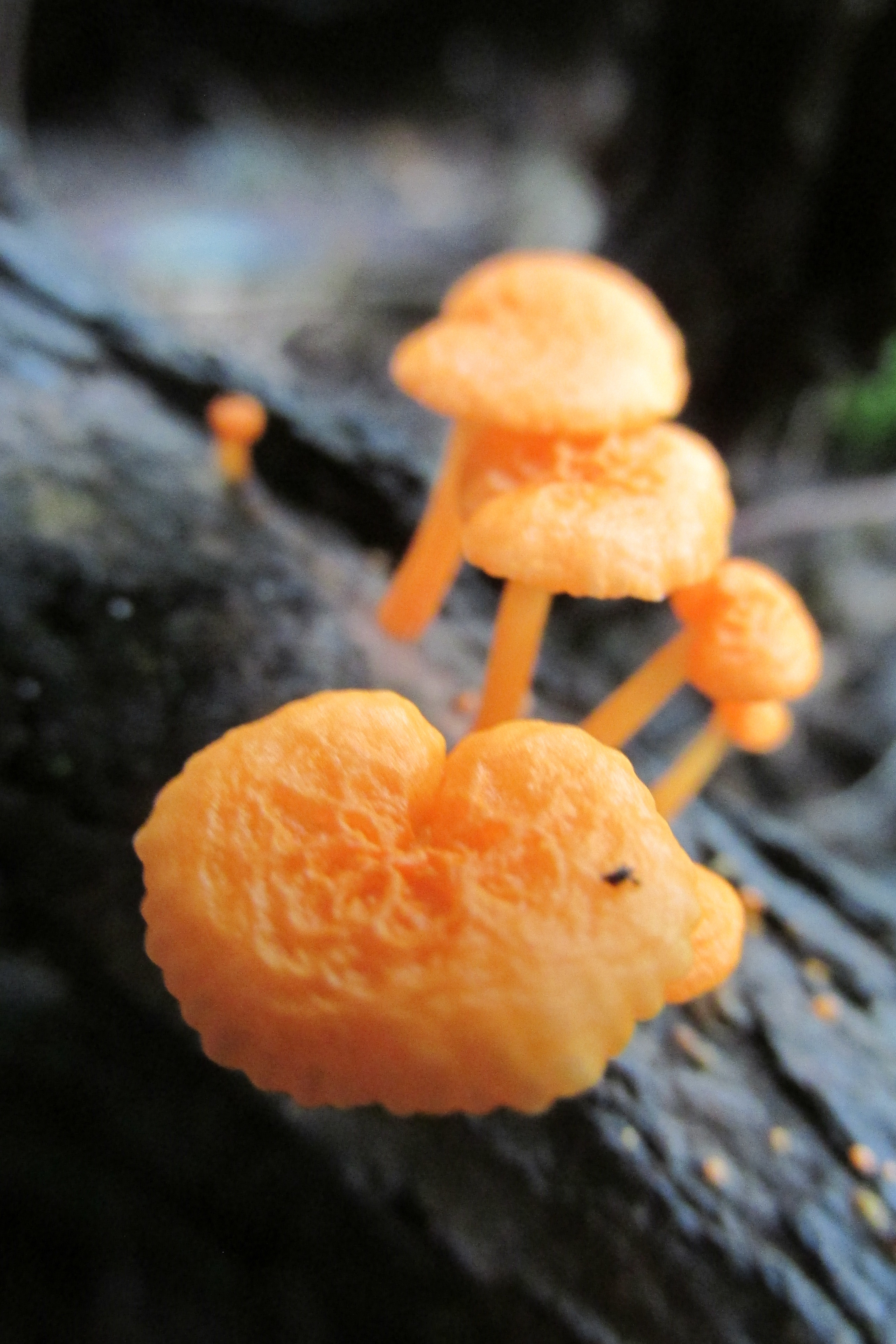
Die reliefartige Hutoberseite des Orangeroten Porenhelmlings

Der Orangerote Porenhelmling (Favolaschia calocera) ist eine holzabbauende Pilzart aus der Familie der Helmlingsverwandten (Mycenaceae), die aus Madagaskar stammt und wohl über Neuseeland um 1999 nach Europa eingeschleppt wurde. Die ursprünglich tropische Art breitet sich derzeit in allen fünf Erdteilen aus.

## Merkmale
Die Fruchtkörper werden zunächst als orangefarbene, pustelförmige Primordien ausgebildet. Ausgewachsen hat der nierenförmige Hut des Orangeroten Porenhelmlings einen Durchmesser von 0,5 bis 2 cm, maximal 4 cm. Das auffälligste Merkmal der Art sind die bis zu 2,5 mm weiten, wabenförmigen Poren auf der Hutunterseite. Der seitlich angewachsene Stiel ist bis 2 cm, in Einzelfällen bis 4 cm lang und glatt oder feinfilzig. Die Farbe des Fruchtkörpers kann von orangerot über gelborange bis gelb variieren. Der Geruch ist unauffällig. Das Sporenpulver ist weiß; die Sporen sind glatt, ellipsoid (9–12,5 × 6,5–8,5 µm) und schwach amyloid.

## Ökologie und Phänologie
Der Orangerote Porenhelmling wächst als Saprobiont gesellig auf abgestorbenem Holz, gerne von Laubbäumen, besonders der Robinie, aber auch auf Zaunpfosten und Bauholz. Die Fruchtkörper können in jeder Jahreszeit auftreten, in Europa aber meist nach einem Regen im Sommer oder Herbst.

## Verbreitung
Der Erstfund der Art erfolgte 1933 in Madagaskar. Anschließend verbreitete sich der Pilz zunächst nach Neuseeland. In Europa wurde er 1999 zuerst in Italien (Genua) gesichtet. In Spanien ist er seit 2004, im Südwesten Englands seit 2012, in Portugal seit 2013, in der Schweiz seit 2015, in Belgien seit 2017 und in den Niederlanden seit 2020 nachgewiesen. In mehreren dieser Länder wurden die ersten Funde in der Nähe von Häfen gemacht, so dass anzunehmen ist, dass der Pilz mit Holzimporten eingeschleppt wurde. Zudem dürfte der Klimawandel die Ausbreitung dieses ursprünglich tropischen Pilzes begünstigen.
Weiter ist die Art seit 2004 in Australien und seit 2009 in den USA anzutreffen, wo sie sich auf Hawaii rasant ausbreitet. Auch in einigen Ländern Afrikas (Kongo, Tansania, Sambia, Seychellen), in Asien (Thailand, China, Indien, ferner Sumatra/Indonesien) sowie in Südamerika (Peru, Brasilien, Venezuela) ist die Art inzwischen nachgewiesen. Der Pilz wird teilweise als invasiver Neomycet gefürchtet, d. h. als sich stark ausbreitende, nicht ursprünglich vorkommende Art, die heimische Arten verdrängen könnte. In der Schweiz wird der Pilz zurzeit nicht als Bedrohung gesehen. Eine weitere Ausbreitung in den Norden Europas ist aber wohl nur eine Frage der Zeit.

## Artabgrenzung
In der Gattung Favolaschia gibt es mehrere weitere gelbe oder orange Arten. Weltweit in den Tropen verbreitet ist die Art Favolaschia thwaitesii, die aber kleinere Poren hat (0,2–0,4 mm).

## Bedeutung
Der Orangerote Porenhelmling ist nicht essbar, enthält aber sowohl fungizide als auch gegen Malaria wirksame Inhaltsstoffe, die vielleicht einmal von medizinischem Nutzen sein könnten. Der Pilz erfreut sich auch wegen des ästhetischen Reizes seines Hutes einer gewissen Beliebtheit: 2023 gewann ein Foto mit Orangeroten Porenhelmlingen den Fotografiewettbewerb des Biologiefachmagazins BMC Ecology and Evolution.

## Etymologie
Der deutsche Name „Orangeroter Porenhelmling“ wurde von dem deutschen Mykologen Lothar Krieglsteiner zunächst inoffiziell geprägt, hat sich aber mittlerweile allgemein durchgesetzt. Der Gattungsname Favolaschia war ursprünglich eine Untergattung der heute veralteten Gattung Laschia, die nach dem deutschen Botaniker und Mykologen Wilhelm Gottfried Lasch (1787–1863) benannt ist. Das Präfix Favo- ist von lateinisch favus „Honigwabe“ abgeleitet. Das Epitheton calocera ist die latinisierte Schreibweise des altgriechischen Wortes für „Schönhorn“ (von altgriechisch καλός kalós „schön“ und κέρας kéras „Horn“). Calocera ist eigentlich der Gattungsname der Hörnlinge, der hier als Art-Epitheton verwendet wurde, weil einige Strukturen des Orangeroten Porenhelmlings – die Basidien und Sterigmen – unter dem Mikroskop an Hörnlinge erinnern.